# IFK Björkö
IFK Björkö är en idrottsförening på ön Bohus-Björkö i Göteborgs norra skärgård, med badminton och fotboll på programmet. Dock har även friidrott bedrivits. Klubben bildades i september 1925 och första ordförande var då Lars Lemel. 1935 vann man Skärgårdsserien i fotboll.
Våren 1929 flyttades fotbollsplan från ”GADA” till Skarvik, föreningen fick hyra här av Otto Alexandersson, där Skarviksskolan finns idag.
IFK Björkö har vunnit SISK:s Skärgårdscupen 1998, 1999, 2000, 2007, 2008, 2009, 2011 och 2013. En trippel innebär att laget får behålla vandringspokalen, vilket alltså inträffat två gånger.
I dag har klubben cirka 700 medlemmar och seniorlaget ligger för närvarande i Div 4B Göteborg, efter att vunnit div 6 och sedan div 5 i följd.
IFK Björkö bedriver även ungdomsverksamhet i fotboll och man har 5 lag i seriespel från P-16 och neråt.